# Emden (tàu tuần dương Đức)
Emden là một tàu tuần dương hạng nhẹ của Hải quân Đức, là chiếc duy nhất trong lớp của nó, và là tàu chiến đầu tiên được Đức chế tạo sau Chiến tranh Thế giới thứ nhất. Yếu kém so với một tàu tuần dương đương thời, nó vẫn tiếp tục phục vụ trong Chiến tranh Thế giới thứ hai nhưng chỉ trong vai trò huấn luyện và các hoạt động thứ yếu, cho đến khi bị đánh đắm vào ngày 3 tháng 5 năm 1945.

## Thiết kế và chế tạo
Chiếc tàu tuần dương thứ ba mang tên Emden được đặt hàng vào năm 1921. Tuy nhiên công việc chế tạo bị trì hoãn, thoạt tiên là do sự phản đối của Đồng Minh đối với thiết kế, và sau đó là do tình trạng lạm phát và suy thoái của nước Đức vào năm 1923. Thiết kế ban đầu dự định trang tám khẩu pháo 6 inch (152 mm) trên bốn tháp pháo nòng đôi, cho phép Emden trở thành một tàu tuần dương tiên tiến vào thời đó. Tuy nhiên Hiệp ước Versailles cấm nước Đức phát triển loại vũ khí mới, bao gồm tháp pháo mới. Giống như hầu hết hải quân các nước, Hải quân Đức chưa bao giờ áp dụng tháp pháo nòng đôi cho cỡ pháo nhỏ; mọi thiết kế trước đây đều là cỡ pháo 8 inch hay lớn hơn, nên quá lớn đối với một tàu tuần dương tải trọng 6.000 tấn như Hiệp ước cho phép. Điều này đã buộc phải thiết kế lại con tàu, với các khẩu pháo được đặt trên 8 tháp pháo nòng đơn kém hiệu quả, khiến cho Emden trông rất giống với những tàu chiến tiền nhiệm thời Thế Chiến I.
Cuối cùng con tàu cũng được hạ thủy vào ngày 6 tháng 1 năm 1925; và được đưa ra hoạt động vào ngày 15 tháng 10 năm 1925.

## Lịch sử hoạt động
Được sử dụng chủ yếu như một tàu huấn luyện, Emden thực hiện nhiều chuyến đi đến Đại Tây Dương, Thái Bình Dương và Địa Trung Hải từ năm 1926 đến năm 1939. Vào ngày 4 tháng 9 năm 1939, sau khi Chiến tranh Thế giới thứ hai bùng nổ, chiếc tàu tuần dương bị hư hại bởi một cuộc không kích của Không quân Hoàng gia Anh xuống Wilhelmshaven. Một máy bay ném bom Bristol Blenheim bị hỏa lực phòng không bắn trúng và đã rơi vào phần mũi của Emden, làm thiệt mạng 9 thành viên thủy thủ đoàn. Do một sự trùng hợp ngẫu nhiên, người lái chiếc máy bay là Trung úy phi công H. L. Emden.
Sau khi được sửa chữa, Emden tham gia các hoạt động rải mìn tại Bắc Hải trong thời gian còn lại của năm 1939. Trong Chiến dịch Weserübung, cuộc tấn công để chiếm đóng Na Uy, Emden nằm trong thành phần Đội đặc nhiệm 5 bất hạnh được giao nhiệm vụ chiếm Oslo. Soái hạm của hải đội, tàu tuần dương hạng nặng Blücher bị các khẩu đội pháo phòng thủ duyên hải của pháo đài Oscarsborg đánh chìm trên trong vũng biển Oslofjord, trong khi chiếc Lützow (nguyên là thiết giáp hạm bỏ túi Deutschland) bị hư hại nặng do trúng một quả ngư lôi phóng từ một tàu ngầm Anh ngoài khơi bờ biển Đan Mạch trên đường quay trở về Đức.
Emden trải qua suốt thời gian còn lại của chiến tranh tại biển Baltic, hầu hết là cho nhiệm vụ huấn luyện. Từ tháng 1 năm 1945, nó giúp vào việc triệt thoái binh lính và thường dân từ Đông Phổ đến miền Bắc nước Đức và Đan Mạch. Trên một chuyến đi như vậy, nó đã đưa về nước thi hài của cựu Tổng thống Cộng hòa Đức Paul von Hindenburg và phu nhân. Trong đêm 9-10 tháng 4 năm 1945, Emden bị hư hại nặng bởi một cuộc không kích xuống Kiel. Bị nghiêng 15°, nó được cho kéo đến Heikendorfer Bucht và cho mắc cạn tại đây vào ngày 14 tháng 4. Emden được cho ngừng hoạt động vào ngày 26 tháng 4 năm 1945, cho đánh đắm vào ngày 3 tháng 5, rồi được tháo dỡ sau chiến tranh.

## Văn hóa đại chúng
Trong một thời gian, Emden được chỉ huy bởi Karl Dönitz cho đến khi ông được thăng lên Đại tá Hải quân và chuyển sang Chi hạm đội U-boat 1 vào năm 1935. Sau này ông đã nhắc lại những chuyến đi cùng với nó trong quyển tự truyện Memoirs: Ten Years and Twenty Days.